# Alferio Pappacarbone
Alferio (Salerno, 930 – Cava de' Tirreni, 12 aprile 1050) è ricordato come il fondatore della Badia di Cava ed è venerato come santo dalla Chiesa cattolica.

## Biografia
Nacque da una nobile famiglia longobarda nella seconda metà del X secolo. È considerata dubbia la notizia, ricavata da fonti tarde, circa la sua appartenenza alla nobile famiglia longobarda dei Pappacarbone, imparentata con i Principi di Salerno. Fin dalla gioventù si era posto al servizio dei Principi longobardi che dominavano la regione fin dal secolo VII.
Alferio, nell'anno 1002, fu inviato quale ambasciatore del suo principe presso l'imperatore Enrico II per sollecitare aiuti militari contro i Bizantini che minacciavano i confini del Principato di Salerno. Giunto alle Alpi si ammalò gravemente e chiese ospitalità nel monastero di Chiusa di San Michele; fece voto che, se fosse guarito, avrebbe rinunciato alla carriera diplomatica e si sarebbe fatto religioso benedettino. Guarì e adempì al voto vestendo l'abito di San Benedetto da Norcia, nella grande Abbazia di Cluny in Francia.
Alferio, ottenuta la guarigione, aveva chiesto all'abate di Cluny Sant'Odilone, che era di passaggio da San Michele, di accoglierlo fra i suoi monaci.
In quell'ambiente Alferio fu anche consacrato sacerdote.
Dopo alcuni anni però il principe Guaimario III di Salerno lo richiamò a Salerno per riformare i molti monasteri di quella città. Alferio si accinse all'opera ma dopo un certo tempo, sentendosi attratto da una vita di solitudine, abbandonò segretamente Salerno e si rifugiò nella grotta Arsicia, alle falde del monte Finestra oggi nel comune di Cava de' Tirreni. Qui, con due compagni, si diede totalmente alla preghiera, alla penitenza e al lavoro manuale.

Ben presto la fama della sua santità si diffuse nei paesi circostanti e cominciarono ad affluire discepoli desiderosi di seguire il suo esempio e gente di ogni ceto in cerca di consigli e di soccorso. 

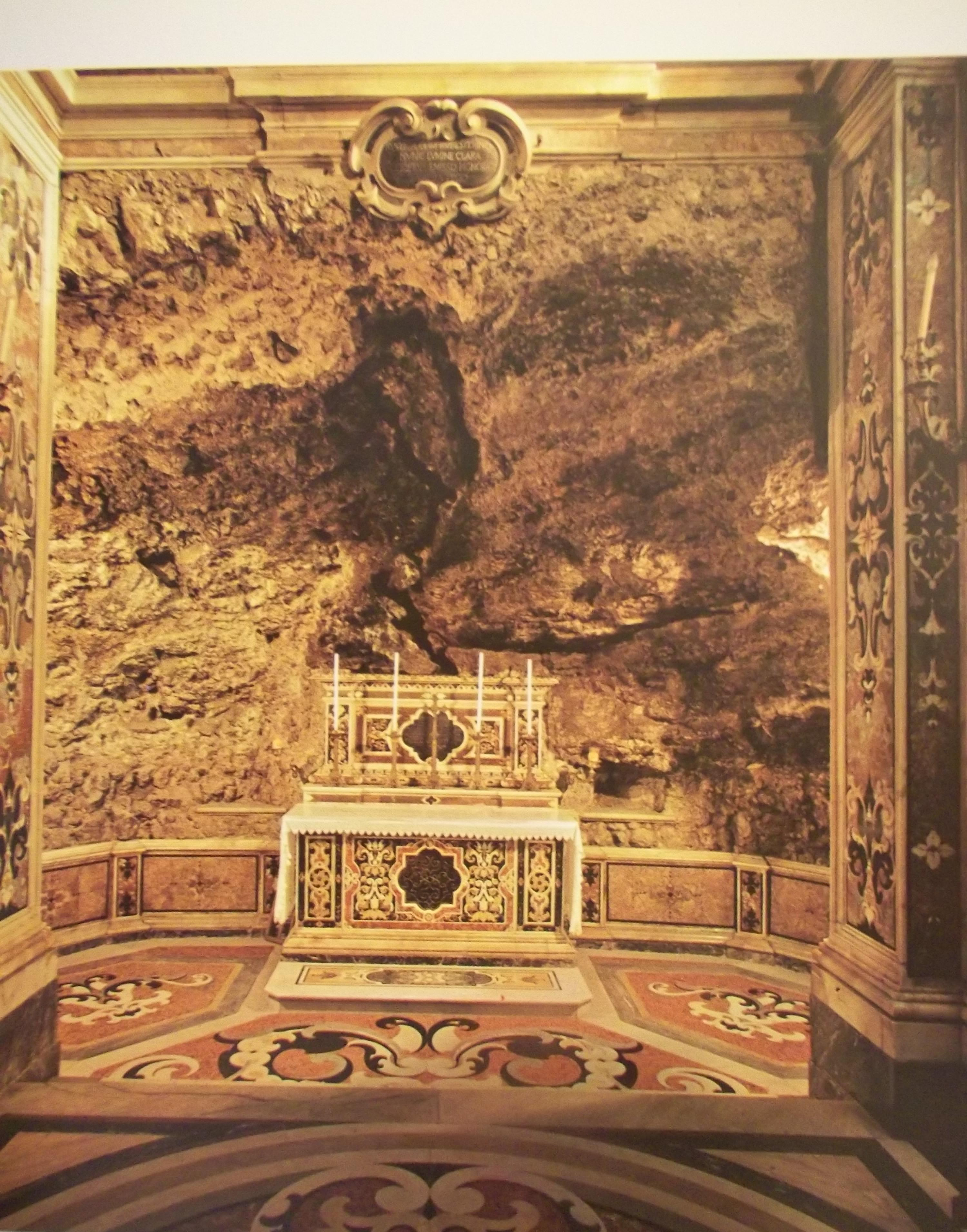
Grotta Arsicia, Cattedrale della SS. Trinità di Cava

Si impose allora la necessità di costruire un monastero sufficiente per una dozzina di religiosi. In seguito alla famosa visione dei tre raggi, tramandata dalla tradizione orale popolare, ma non confermata da documenti storici coevi, iniziò la costruzione del monastero e della chiesa nello spazio angusto tra il fiumicello Selano e la grotta Arsicia. Sorse, così, la Badia di Cava che Alferio dedicò alla Santissima Trinità. Era l'anno 1011 secondo alcune fonti o, forse, qualche anno più tardi. Comunque nell'Archivio Cavense si conserva il primo diploma di donazione del 1025, con il quale i principi di Salerno Guaimario III e Guaimario IV concedono in proprietà al monastero, ormai in piena efficienza, la fascia terriera comprendente la Grotta Arsicia e l'ampia zona sovrastante su cui poi sorse l'attuale Corpo di Cava.
Fra i suoi discepoli si ricordano Leone, che gli succederà nel governo del monastero, e Desiderio di Benevento che poi divenne Abate del Monastero di Montecassino e quindi Papa col nome di Vittore III.
Morì il 12 aprile 1050 (giovedì santo) all'età di 120 anni dopo aver celebrato le funzioni liturgiche, confortato da una presunta visione del Redentore che gli avrebbe preannunziato la sua morte imminente (“E vorrei vedere” - avrebbe risposto, secondo le fonti agiografiche, il venerando abate alla santissima visione - “tengo 120 anni!”).
Fu sepolto nella medesima grotta che da allora divenne il cuore della Badia.